# Juan Manuel de Rosas-Villa Urquiza (subte de Buenos Aires)
Juan Manuel de Rosas - Villa Urquiza es la terminal oeste de la línea B de la red de subterráneos de la Ciudad de Buenos Aires. Se encuentra ubicada bajo la Avenida Triunvirato entre las avenidas Monroe y Franklin D. Roosevelt, en el barrio de Villa Urquiza, y constituye un importante centro de trasbordo con la Estación General Urquiza del Ferrocarril Mitre.

## Historia
Aunque su construcción estuvo finalizada durante varios años, su inauguración fue postergada en varias oportunidades. Finalmente, el viernes 26 de julio de 2013, la estación fue oficialmente inaugurada y comenzó a prestar servicio regular horas más tarde.
Previamente, se había estimado que con la incorporación de los nuevos trenes CAF del Metro de Madrid, su apertura se produjera el 30 de junio, al mismo tiempo que la estación Echeverría. Los motivos esgrimidos para la demora fueron la puja entre el gobierno porteño y el nacional por el control del servicio, la falta de trenes para mantener la frecuencia de la línea, las dificultades de ejecución mayores a las planificadas en el diseño inicial y mayores costos.

### Denominación
Si bien, en un principio, se planeó nombrar a la estación Villa Urquiza, por decisión de la Legislatura de la Ciudad se decidió imponerle el nombre de Juan Manuel de Rosas, siendo este aprobado por el cuerpo legislativo y tratado en una audiencia pública. El cambio de nombre tuvo dos fundamentos principales. Por un lado, la avenida Monroe tuvo el nombre de Juan Manuel de Rosas durante un breve lapso de la década del '70 —el Proceso de Reorganización Nacional volvió a denominarla en homenaje al presidente estadounidense—. Por otra parte, ya existe una estación llamada General Urquiza, perteneciente a la línea E, y el nombre Juan Manuel de Rosas evitaría la confusión entre ambas estaciones ubicadas en líneas diferentes y a considerable distancia entre sí.
En diciembre de 2015, la Legislatura de la Ciudad aprobó en primera instancia una iniciativa para modificar el nombre de la estación Juan Manuel de Rosas, agregándole Villa Urquiza.

## Decoración
El vestíbulo está decorado con las obras: Multitudes, La Alcantarilla de Dios y La cosecha; de Andrés Waissan. En el andén y sobre el tímpano del túnel las obras tituladas: Tropillas sobre andenes y Encuentro de tropillas; de Julio Lavallén.

## Hitos urbanos
Se encuentran en las cercanías de esta:
- Estación General Urquiza de la Línea Mitre
- Parroquia Nuestra Señora del Carmen
- Plaza Esteban Echeverría
  - Calesita de la Plaza Echeverría
- Comisaría N°39 de la Policía Federal Argentina
- Destacamento división de Bomberos Villa Urquiza
- Plaza Marcos Sastre
- Plaza Jorge Casal
- Jardín de Infantes Integral N.º 4
- Escuela Primaria Común/Adultos N.º 2 Juana Manuela Gorriti
- Colegio N.º12 Reconquista
- Colegio N.º16 Guillermo Rawson
- Liceo N.º11 Cornelio Saavedra
- Escuela Primaria Común N.º 1 Cnel. José de Olavarría
- Escuela N.º 9 (Longchamps)
- Anexo Villa Urquiza, de la Universidad de Morón
- Biblioteca popular Domingo Faustino Sarmiento
- Teatro 25 de Mayo
- El Bar Notable Café de la U
- Círculo General Urquiza
- Shopping Dot

## Imágenes

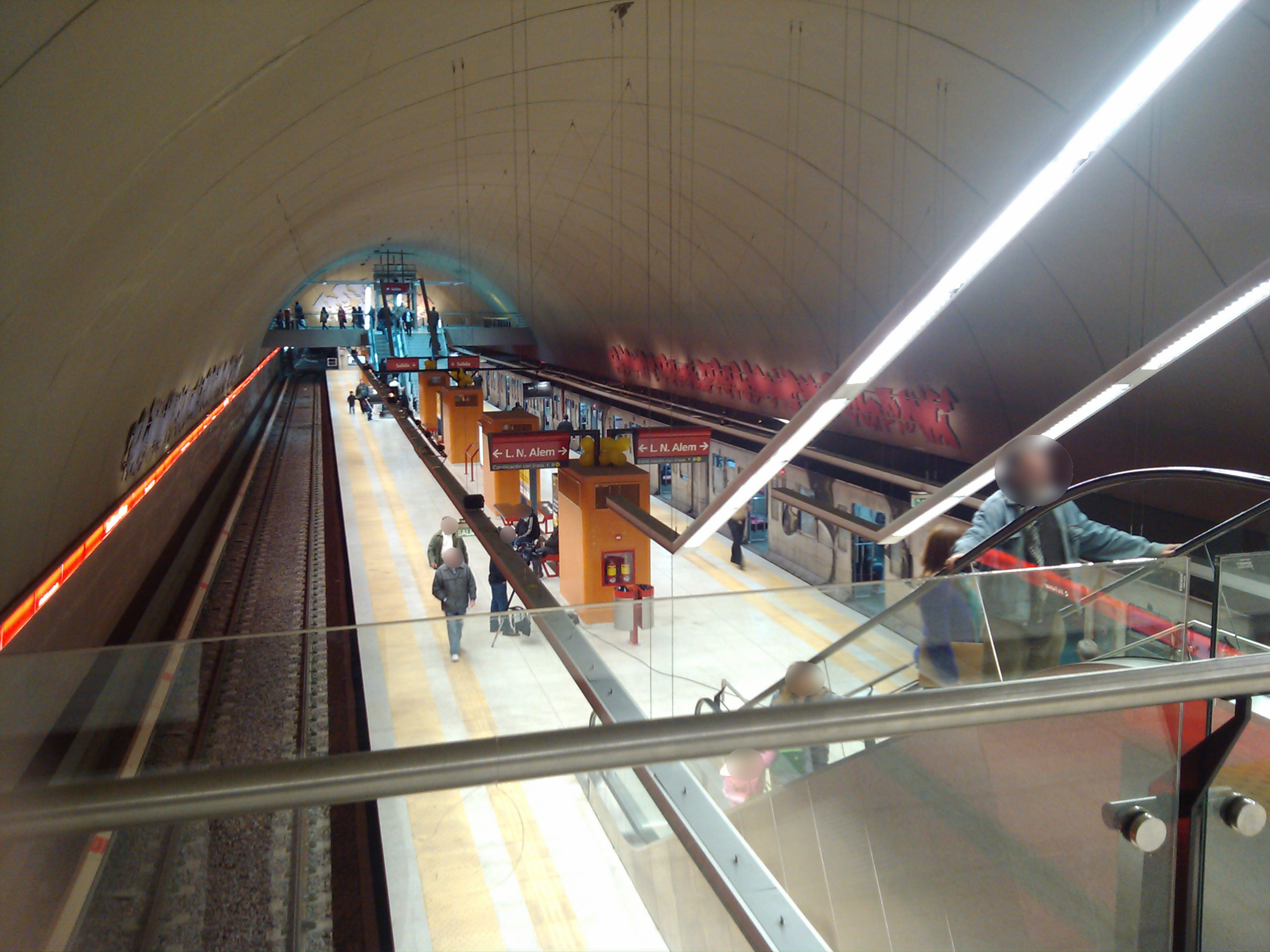
Vista del andén
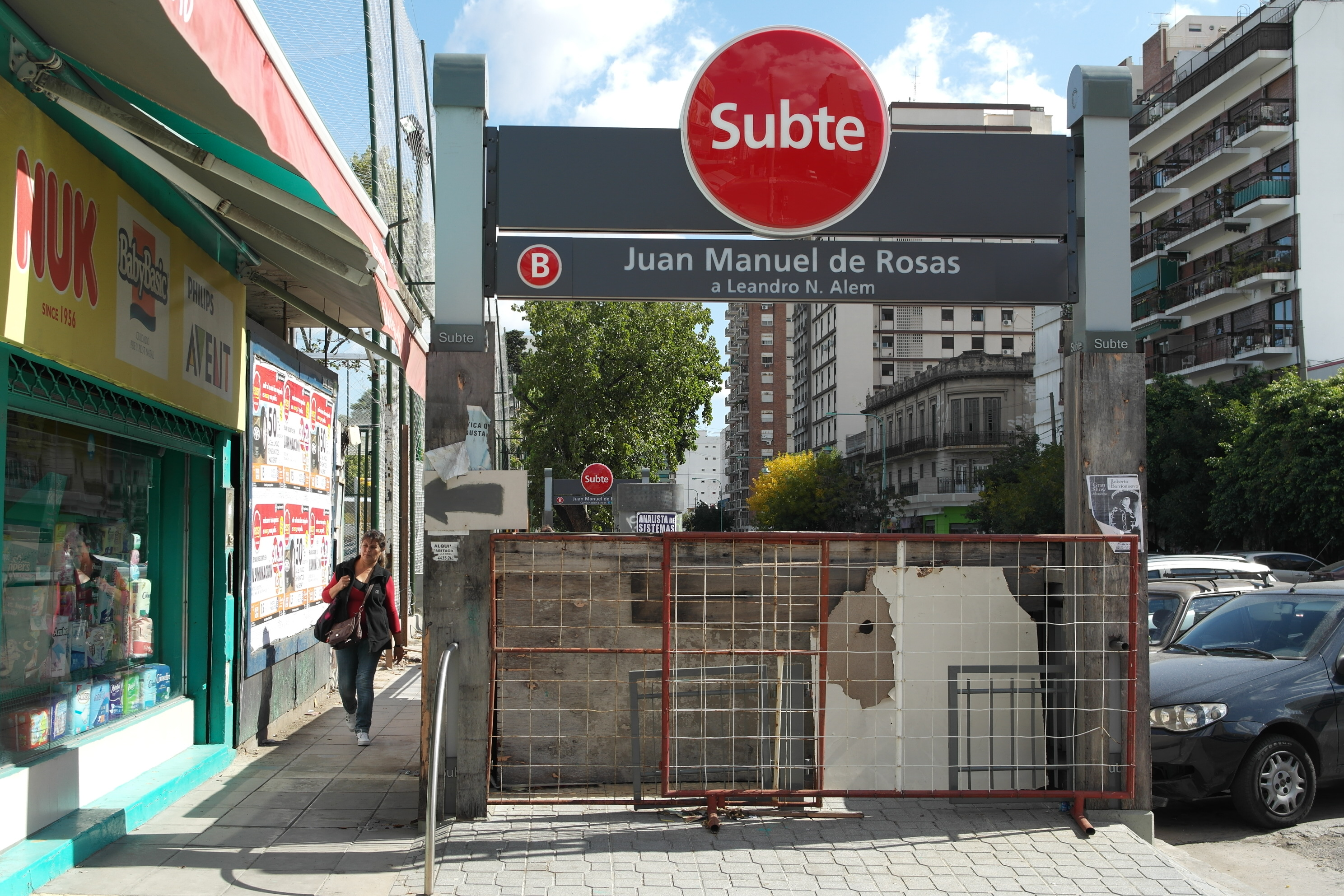
Ingreso previo a la inauguración
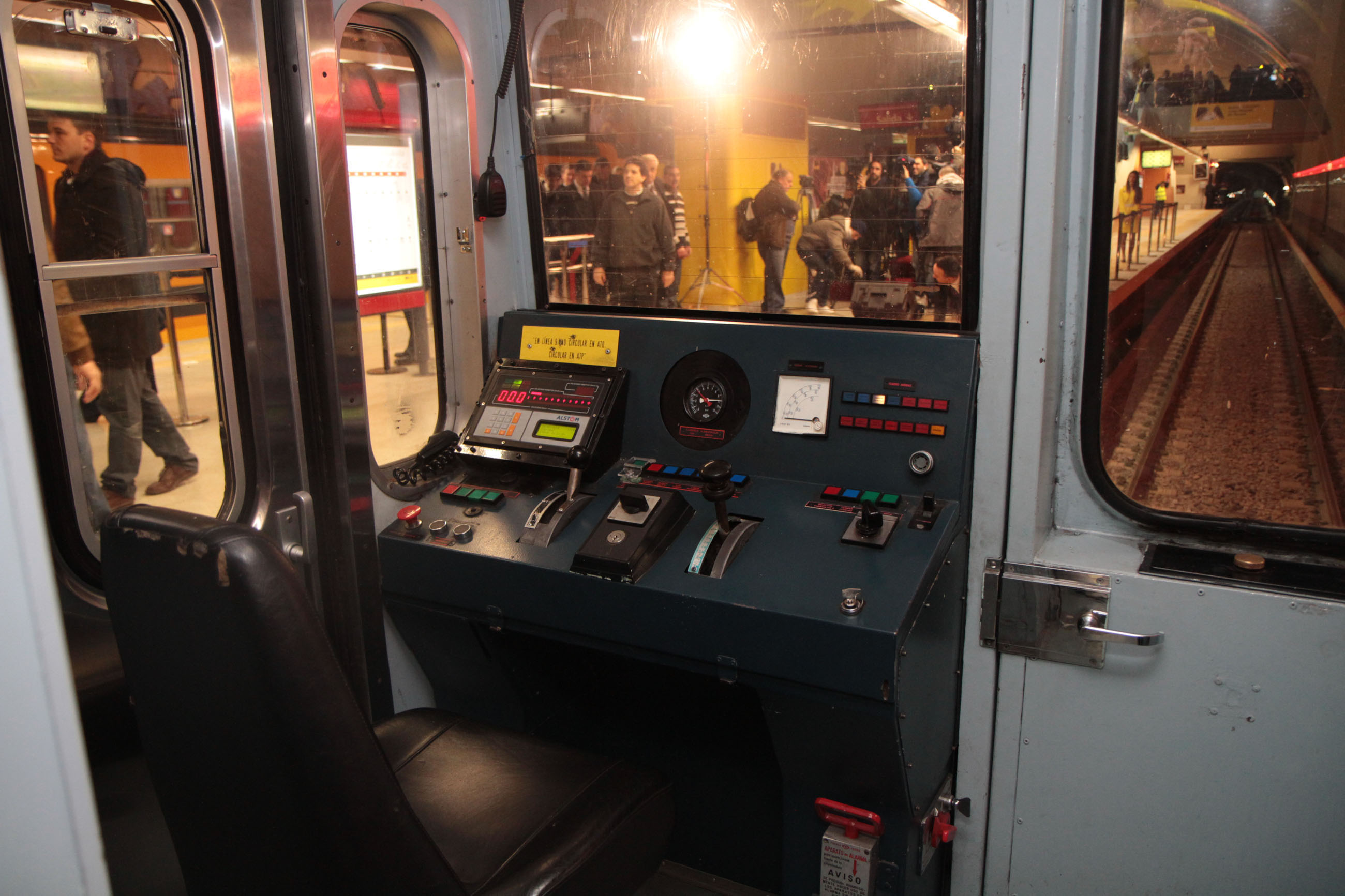
Vista del andén desde un coche CAF 5000